# Abierto Mexicano de Tenis 2005 - Qualificazioni doppio femminile
Le qualificazioni del doppio femminile dell'Abierto Mexicano de Tenis 2005 sono state un torneo di tennis preliminare per accedere alla fase finale della manifestazione. I vincitori dell'ultimo turno sono entrati di diritto nel tabellone principale. In caso di ritiro di uno o più giocatori aventi diritto a questi sono subentrati i lucky loser, ossia i giocatori che hanno perso nell'ultimo turno ma che avevano una classifica più alta rispetto agli altri partecipanti che avevano comunque perso nel turno finale.
Le qualificazioni del torneo prevedevano 4 coppie partecipanti di cui una è entrata nel tabellone principale.

## Teste di serie
1. Frederica Piedade /  Laura Pous Tió (ultimo turno)

1. Edina Gallovits /  Angela Haynes (Qualificate)

## Tabellone

### Legenda
| - Q = Qualificato - WC = Wild card - LL = Lucky loser | - ALT = Alternate - SE = Special Exempt - PR = Protected Ranking | - w/o = Walkover - r = Ritirato - d = Squalificato |

|  | Primo turno | Primo turno                                       | Primo turno                                       | Primo turno                                       | Primo turno |  |  | Ultimo turno | Ultimo turno                     | Ultimo turno                     | Ultimo turno | Ultimo turno |  |
|  |             |                                                   |                                                   |                                                   |             |  |  |              |                                  |                                  |              |              |  |
|  | 1           | Frederica Piedade Laura Pous Tió                  | Frederica Piedade Laura Pous Tió                  | Frederica Piedade Laura Pous Tió                  | 9           |  |  |              |                                  |                                  |              |              |  |
|  |             | Lorena-Ivette Arias-Rodriguez Erika Clarke-Magana | Lorena-Ivette Arias-Rodriguez Erika Clarke-Magana | Lorena-Ivette Arias-Rodriguez Erika Clarke-Magana | 7           |  |  | 1            | Frederica Piedade Laura Pous Tió | Frederica Piedade Laura Pous Tió | 2            | 1            |  |
|  | 2           | Edina Gallovits Angela Haynes                     | Edina Gallovits Angela Haynes                     | Edina Gallovits Angela Haynes                     | 8           |  |  | 2            | Edina Gallovits Angela Haynes    | Edina Gallovits Angela Haynes    | 6            | 6            |  |
|  |             | Kateřina Böhmová Paula Garcia                     | Kateřina Böhmová Paula Garcia                     | Kateřina Böhmová Paula Garcia                     | 5           |  |  |              |                                  |                                  |              |              |  |